# Индијанаполис
Индијанаполис (енгл. Indianapolis) је главни град државе Индијана у Сједињеним Америчким Државама. Индијанаполис је са преко 887.642 становника на 12. мјесту градова по величини у САД.

## Историја
Град Индијанаполис је изграђен 1821. године. Држава Индијана је хтјела да изгради главни град по примјеру Вашингтона. Зато се у Индијанаполису такође сви главни путеви спајају у централном кружном току, такозваном Monument Circle-у. Град Индијанаполис је кренуо тек 1847. да се развија и да расте, када је изграђена Жељезничка Линија Чикаго - Синсинати. Централно локација Индијанаполиса између та 2 града је такође много допринијела разбоју Индијанаполиса. Данас је Индијанаполис политички као и економски центар државе Индијана.

## Географија
Индијанаполис се налази у средњем западу САД. Индијанаполис је смјештен у регији Central „Till Plains“. Град је такође подијељен од 2 ријеке, „White River“, и „Fall Creek“. Долина у којој се Град налази је тотално равна и на кратке дистанце уопште се промјене висине не могу примијетити и остаје осјећај да је све тотално равно. То није ни погрјешно јер је разлика од наниже и највише само 78 m. Индијанаполис се налази на надморској висини од 218 m. 

### Клима
| Клима Индијанаполис (IIA); нормали 1981—2010, екстреми 1871—данас | Клима Индијанаполис (IIA); нормали 1981—2010, екстреми 1871—данас | Клима Индијанаполис (IIA); нормали 1981—2010, екстреми 1871—данас | Клима Индијанаполис (IIA); нормали 1981—2010, екстреми 1871—данас | Клима Индијанаполис (IIA); нормали 1981—2010, екстреми 1871—данас | Клима Индијанаполис (IIA); нормали 1981—2010, екстреми 1871—данас | Клима Индијанаполис (IIA); нормали 1981—2010, екстреми 1871—данас | Клима Индијанаполис (IIA); нормали 1981—2010, екстреми 1871—данас | Клима Индијанаполис (IIA); нормали 1981—2010, екстреми 1871—данас | Клима Индијанаполис (IIA); нормали 1981—2010, екстреми 1871—данас | Клима Индијанаполис (IIA); нормали 1981—2010, екстреми 1871—данас | Клима Индијанаполис (IIA); нормали 1981—2010, екстреми 1871—данас | Клима Индијанаполис (IIA); нормали 1981—2010, екстреми 1871—данас | Клима Индијанаполис (IIA); нормали 1981—2010, екстреми 1871—данас |
| Показатељ \ Месец                                                 | .Јан.                                                             | .Феб.                                                             | .Мар.                                                             | .Апр.                                                             | .Мај.                                                             | .Јун.                                                             | .Јул.                                                             | .Авг.                                                             | .Сеп.                                                             | .Окт.                                                             | .Нов.                                                             | .Дец.                                                             | .Год.                                                             |
| ----------------------------------------------------------------- | ----------------------------------------------------------------- | ----------------------------------------------------------------- | ----------------------------------------------------------------- | ----------------------------------------------------------------- | ----------------------------------------------------------------- | ----------------------------------------------------------------- | ----------------------------------------------------------------- | ----------------------------------------------------------------- | ----------------------------------------------------------------- | ----------------------------------------------------------------- | ----------------------------------------------------------------- | ----------------------------------------------------------------- | ----------------------------------------------------------------- |
| Апсолутни максимум, °C (°F)                                       | 22 (71)                                                           | 24 (76)                                                           | 29 (85)                                                           | 32 (90)                                                           | 36 (96)                                                           | 40 (104)                                                          | 41 (106)                                                          | 39 (103)                                                          | 38 (100)                                                          | 33 (91)                                                           | 27 (81)                                                           | 23 (74)                                                           | 41 (106)                                                          |
| Средњи максимум, °C (°F)                                          | 14,6 (58,3)                                                       | 17,4 (63,3)                                                       | 24,1 (75,3)                                                       | 27,4 (81,4)                                                       | 30,1 (86,2)                                                       | 33,3 (91,9)                                                       | 34,2 (93,6)                                                       | 33,6 (92,5)                                                       | 32,1 (89,8)                                                       | 27,8 (82,1)                                                       | 21,8 (71,3)                                                       | 15,4 (59,8)                                                       | 34,9 (94,8)                                                       |
| Максимум, °C (°F)                                                 | 2 (35,6)                                                          | 4,6 (40,2)                                                        | 10,9 (51,7)                                                       | 17,4 (63,4)                                                       | 22,7 (72,8)                                                       | 27,7 (81,9)                                                       | 29,4 (85,0)                                                       | 28,9 (84,0)                                                       | 25,3 (77,6)                                                       | 18,5 (65,3)                                                       | 11,2 (52,2)                                                       | 3,8 (38,9)                                                        | 16,9 (62,4)                                                       |
| Минимум, °C (°F)                                                  | −6,4 (20,5)                                                       | −4,5 (23,9)                                                       | 0,4 (32,8)                                                        | 5,9 (42,7)                                                        | 11,4 (52,6)                                                       | 16,7 (62,1)                                                       | 18,8 (65,8)                                                       | 18 (64,4)                                                         | 13,4 (56,2)                                                       | 7,1 (44,7)                                                        | 1,7 (35,1)                                                        | −4,2 (24,4)                                                       | 6,6 (43,8)                                                        |
| Средњи минимум, °C (°F)                                           | −19,2 (−2,5)                                                      | −15,9 (3,4)                                                       | −9,5 (14,9)                                                       | −3 (26,6)                                                         | 3,2 (37,7)                                                        | 9 (48,2)                                                          | 12,8 (55,0)                                                       | 12,1 (53,8)                                                       | 4,8 (40,6)                                                        | −1,3 (29,6)                                                       | −6,7 (20,0)                                                       | −15,9 (3,3)                                                       | −22,1 (−7,8)                                                      |
| Апсолутни минимум, °C (°F)                                        | −33 (−27)                                                         | −29 (−21)                                                         | −22 (−7)                                                          | −8 (18)                                                           | −2 (28)                                                           | 3 (37)                                                            | 8 (46)                                                            | 5 (41)                                                            | −1 (30)                                                           | −7 (20)                                                           | −21 (−5)                                                          | −31 (−23)                                                         | −33 (−27)                                                         |
| Количина падавинаmm (in)                                          | 67,6 (2,66)                                                       | 58,9 (2,32)                                                       | 90,4 (3,56)                                                       | 96,8 (3,81)                                                       | 128,3 (5,05)                                                      | 108 (4,25)                                                        | 115,6 (4,55)                                                      | 79,5 (3,13)                                                       | 79,2 (3,12)                                                       | 79,2 (3,12)                                                       | 94 (3,70)                                                         | 80,5 (3,17)                                                       | 1,078 (42,44)                                                     |
| Количина снега, cm (in)                                           | 21,8 (8,6)                                                        | 16,5 (6,5)                                                        | 6,6 (2,6)                                                         | 0,5 (0,2)                                                         | —                                                                 | 0 (0)                                                             | 0 (0)                                                             | 0 (0)                                                             | 0 (0)                                                             | 1 (0,4)                                                           | 1,8 (0,7)                                                         | 17,5 (6,9)                                                        | 65,8 (25,9)                                                       |
| Дани са падавинама (≥ 0.01 in)                                    | 12,1                                                              | 10,0                                                              | 11,9                                                              | 12,0                                                              | 13,1                                                              | 11,1                                                              | 10,5                                                              | 8,5                                                               | 8,1                                                               | 8,6                                                               | 10,8                                                              | 12,5                                                              | 129,2                                                             |
| Дани са снегом (≥ 0.1 in)                                         | 7,5                                                               | 5,4                                                               | 2,5                                                               | 0,4                                                               | 0                                                                 | 0                                                                 | 0                                                                 | 0                                                                 | 0                                                                 | 0,2                                                               | 1,2                                                               | 6,3                                                               | 23,5                                                              |
| Релативна влажност, %                                             | 75,0                                                              | 73,6                                                              | 69,9                                                              | 65,6                                                              | 67,1                                                              | 68,4                                                              | 72,8                                                              | 75,4                                                              | 74,4                                                              | 71,6                                                              | 75,5                                                              | 78,0                                                              | 72,3                                                              |
| Сунчани сати — месечни просек                                     | 132,1                                                             | 145,7                                                             | 178,3                                                             | 214,8                                                             | 264,7                                                             | 287,2                                                             | 295,2                                                             | 273,7                                                             | 232,6                                                             | 196,6                                                             | 117,1                                                             | 102,4                                                             | 2.440,4                                                           |
| Сунчано време — месечни проценти                                  | 44                                                                | 49                                                                | 48                                                                | 54                                                                | 59                                                                | 64                                                                | 65                                                                | 64                                                                | 62                                                                | 57                                                                | 39                                                                | 35                                                                | 55                                                                |
| Извор: NOAA (рел. вл. и сун. 1961—1990)                           |                                                                   |                                                                   |                                                                   |                                                                   |                                                                   |                                                                   |                                                                   |                                                                   |                                                                   |                                                                   |                                                                   |                                                                   |                                                                   |

## Демографија
По попису из 2010. године број становника је 820.445, што је 38.575 (4,9%) становника више него 2000. године.
|                   | 2010.            | 2000.            |
| Укупно            | 820 445 (100,0%) | 781 870 (100,0%) |
| Белци             | 480 960 (58,62%) | 527 675 (67,49%) |
| Афроамериканци    | 225 355 (27,47%) | 199 412 (25,50%) |
| Хиспаноамериканци | 77 352 (9,428%)  | 30 636 (3,918%)  |
| Остали            | 19 542 (2,382%)  | 12 986 (1,661%)  |
| Азијати           | 17 236 (2,101%)  | 11 161 (1,427%)  |

## Партнерски градови
- Тајпеј
- Кампинас
- Келн
- Хангџоу
- Пиран
- Монца
- Нортхемптоншир
- Хајдерабад